# Meioneta orites
Meioneta orites är en spindelart som först beskrevs av Tord Tamerlan Teodor Thorell 1875.  Meioneta orites ingår i släktet Meioneta och familjen täckvävarspindlar. Inga underarter finns listade i Catalogue of Life.